# Скарабей священний
Скарабе́й свяще́нний (Scarabaeus sacer) — вид комах із родини пластинчастовусих (Scarabaeidae). Перероблює гній великої рогатої худоби та коней, тому сприяє збагаченню ґрунтів біодобривами та мінералами.

## Морфологічні ознаки
11–41 мм. Тіло широке, овальне, слабко випукле; наличник з 4 сильними зубцями по зовнішньому краю.

## Поширення
Західне Передкавказзя (на північ до Анапи), Закавказзя та південь Дагестану (Дербент); все Середземномор'я на північ до південної Франції, Середньої Італії, Югославії, Туреччини, північного Ірану (південне узбережжя Каспійського моря), також в Північній Африці, Аравії та Передній Азії.
Раніше вид траплявся на крайньому півдні степової України (Асканія-Нова) та Криму. За останні 50 р. в Україні не знайдено жодного екземпляра цього виду; всі знахідки відносяться до іншого більш пластичного виду Scarabaeus typhon Fischer-Waldheim, 1823.

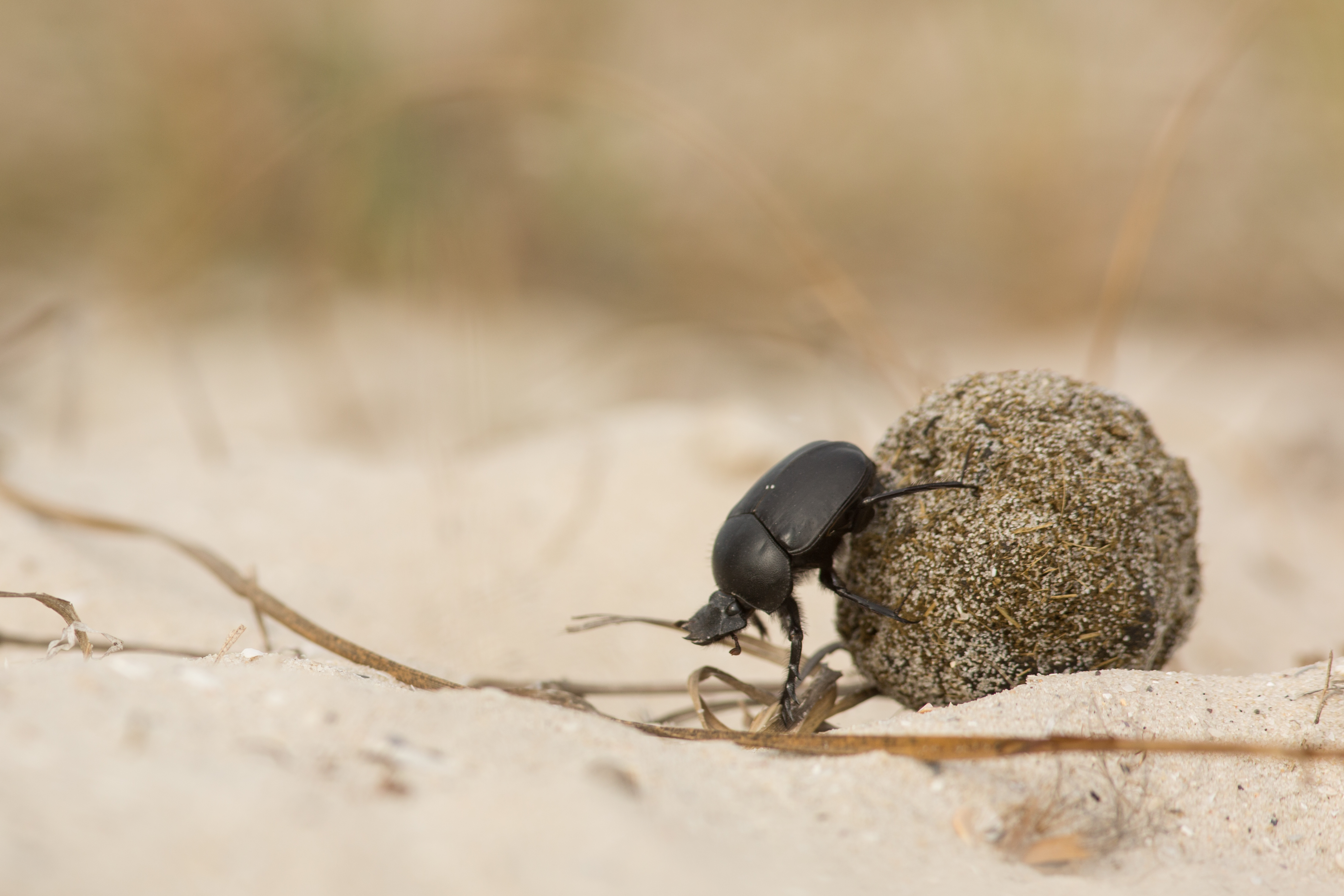
Скарабей священний

## Особливості біології
Заселяє степові біотопи з різними типами ґрунтів, піщані ділянки річкових долин і морського узбережжя, іноді — засолені стації, піщані кучугури з розрідженим степовим різнотрав'ям. Живиться гноєм овець та великої рогатої худоби. Робить з гною великі кулі, котрі іноді відкочує на велику відстань від місця виготовлення. Потім закопує кулю в ґрунт на невелику глибину (від 7 до 40 см), де з'їдає, або виготовляє з неї своєрідну «грушу», у вузькій частині якої відкладає яйце. Личинка з'їдає заготовлені для неї запаси та заляльковується в залишках «груші», де і зимує молодий жук після виходу з лялечки. У посушливі весни жуки масово гинуть, оскільки не в змозі покинути місця заляльковування.

## Загрози та охорона
Загрози: розорювання цілинних степових ділянок. Зменшення чисельності виду пов'язане зі зміною землекористування в природних місцях його перебування. Цей вид жука також поширений і в Україні. Він є рідкісним, а тому перебуває під охороною і входить до Червоної книги України.

## Скарабей священний у міфології

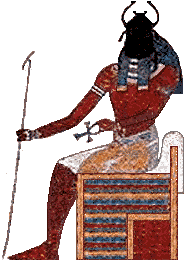
Фреска з зображенням Хепрі.

У єгипетській міфології шанували символ священного скарабея, жука-гнойовика з родини Scarabaeidae. Священні скарабеї живляться гноєм тварин, з якого спершу скачують кульки. Стародавні єгиптяни в цій поведінці вбачали прообраз руху Сонця — світила, якому вони поклонялися найбільше. Культ священного скарабея був настільки поширеним у Стародавньому Єгипті, що у формі жука виготовляли печатки, амулети, магічні предмети й прикраси, його зображували на папірусах, фресках гробниць. У храмовому комплексі Карнак недалеко від Луксора збереглася колона, яку вінчає кам'яний скарабей. Єгипетського бога Хепрі зображували з головою у вигляді скарабея. Символічне значення жука-скарабея відбито і в його науковій назві: Scarabaeus sacer, де видова назва sacer в перекладі з латинської мови означає святий, священний. Звідси й українська калькована назва виду.

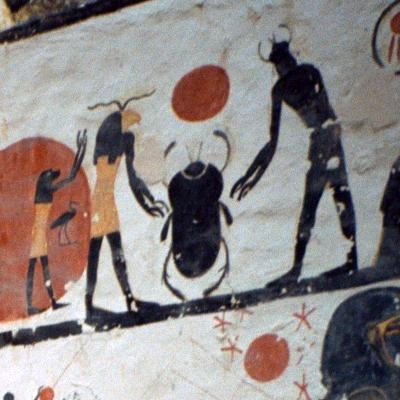
Зображення Скарабея на стіні гробниці в Долині царів
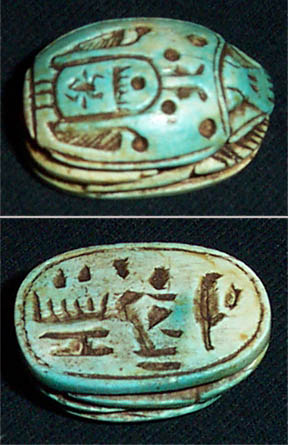
Єгипетський амулет